# Mochowo (gmina)
Mochowo (daw. gmina Lisewo) – gmina wiejska w Polsce położona w województwie mazowieckim, w powiecie sierpeckim. W latach 1975–1998 gmina administracyjnie należała do województwa płockiego.
Siedziba gminy to Mochowo.
Według danych z 30 czerwca 2004 gminę zamieszkiwało 6309 osób.

## Struktura powierzchni
Według danych z roku 2002 gmina Mochowo ma obszar 143,57 km², w tym:
- użytki rolne: 79%
- użytki leśne: 14%

Gmina stanowi 16,83% powierzchni powiatu.

## Demografia

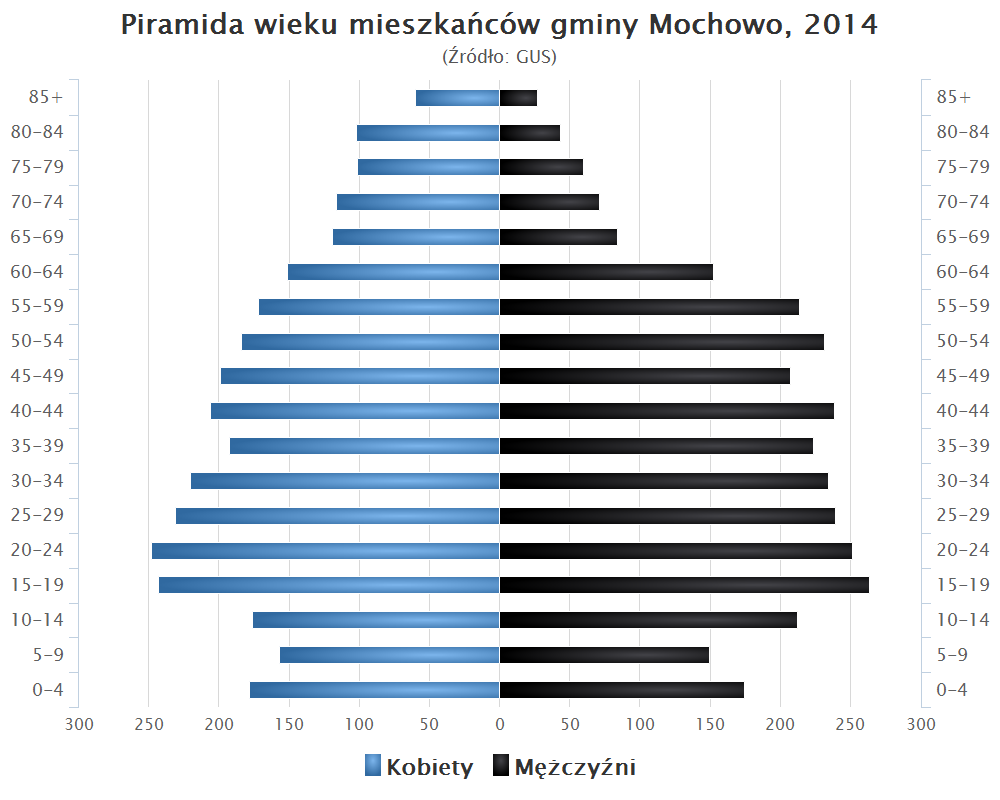
Piramida wieku mieszkańców gminy Mochowo w 2014 roku

Dane z 30 czerwca 2004:
| Opis                              | Ogółem | Ogółem | Kobiety | Kobiety | Mężczyźni | Mężczyźni |
| --------------------------------- | ------ | ------ | ------- | ------- | --------- | --------- |
| jednostka                         | osób   | %      | osób    | %       | osób      | %         |
| populacja                         | 6309   | 100    | 3178    | 50,4    | 3131      | 49,6      |
| gęstość zaludnienia (mieszk./km²) | 43,9   | 43,9   | 22,1    | 22,1    | 21,8      | 21,8      |

## Jednostki organizacyjne gminy
- Gminna Biblioteka Publiczna w Mochowie z filiami w Bożewie i Ligowie
- Gminny Ośrodek Pomocy Społecznej w Mochowie

## Szkoły
- Szkoła Podstawowa im. Jana Pawła II w Mochowie
- Szkoła Podstawowa im. Adama Mickiewicza w Bożewie
- Szkoła Podstawowa w Ligowie
- Gimnazjum im. gen. Edwarda Żółtowskiego w Mochowie

## Sołectwa
Adamowo
, Bendorzyn
, Bożewo
, Bożewo Nowe
, Cieślin
, Dobaczewo-Choczeń (Dobaczewo - Choczeń) 
, Dobrzenice Małe
, Florencja
, Gozdy
, Grabówiec
, Grodnia
, Kapuśniki
, Kokoszczyn
, Ligowo
, Ligówko
, Lisice Nowe
, Łukoszyn
, Łukoszyno-Biki
, Malanowo Nowe
, Malanowo Stare
, Malanówko
, Mochowo-Dobrzenice (Mochowo Nowe - Dobrzenice Duże - Załszyn)
, Mochowo-Parcele
, Mochowo
, Myszki-Żabiki (Myszki - Żabiki)
, Obręb
, Osiek
, Rokicie
, Romatowo
, Sulkowo Rzeczne
, Sulkowo-Bariany
, Śniechy
, Zglenice Duże
, Zglenice Małe
, Zglenice-Budy
, Żółtowo
, Żuki
, Żurawin
, Żurawinek

## Sąsiednie gminy
Brudzeń Duży, Gozdowo, Sierpc, Skępe, Tłuchowo